# Baccano!
Baccano! (Japans: バッカーノ！) is een Japanse anime serie uit 2007. De serie is uitgegeven door Aniplex (in Japan) en geregisseerd door Takahiro Omori. De serie is ook in het Engels nagesynchroniseerd en uitgebracht op dvd in onder andere de Verenigde Staten. De serie is gebaseerd op een light novel met dezelfde titel.

## Verhaal
De serie bevat meerdere verhaallijnen door elkaar heen die niet in chronologische volgorde worden verteld. De belangrijkste verhaallijn speelt zich af in de jaren 30 van de 20e eeuw aan boord van een Amerikaanse trein genaamd de Flying Pussyfoot. De trein zit vol met rivaliserende bendes waardoor de treinrit al snel een bloederig karakter krijgt. Daarnaast is er een moordende maniak aan boord die luistert naar de naam Rail Tracer.  Tegelijkertijd woedt er een maffiaoorlog in New York en volgt de kijker Firo Prochainezo, de jongste telg van de Martillo maffiafamilie die op het punt staat geïnitieerd te worden. De laatste verhaallijn speelt zich af aan boord van een 18e-eeuws handelsschip waar een groep duistere alchemisten een drank uitgevonden hebben waar mensen voor bereid zijn te moorden. Alle verhaallijnen komen uiteindelijk samen en alle personages blijken uiteindelijk op de één of andere manier met elkaar verbonden te zijn.

## Personages
In Baccano! komen zeer veel personages voor waarvan geen enkele overduidelijk de hoofdpersoon is. Hieronder volgt een selectie van enkele prominente personages. 
Isaac Dian en Miria Harvent zijn een liefdeskoppel dat hun dagen vult met hopeloze manieren om geld te verdienen. In de eerste aflevering is bijvoorbeeld te zien hoe ze maandenlang tevergeefs naar goud zoeken. Ze houden er beiden een aparte moraal op na, mede dankzij hun enorme naïviteit. Ze schuwen geweld niet maar zijn tegelijkertijd vriendelijk tegen iedereen en stelen eigenlijk enkel spullen die van (bijna) geen waarde zijn. 
Jacuzzi Splot is de leider van een groepje smokkelaars dat aan boord zit van de Flying Pussyfoot. Hij heeft een pieperige tienerstem, is bang voor alles en iedereen en vindt het moeilijk vreemden aan te spreken. Hij is gemakkelijk te herkennen aan een tatoeage van een zwaard die het grootste deel van zijn gezicht bedekt. 
Szilard Quates is een alchemist die aan boord van een 18e-eeuws schip een wonderbaarlijke ontdekking aan een groep collega's demonstreert. De drank die hij heeft ontwikkeld, maakt hem een bittere man die iedereen wantrouwt. Hij heeft er geen enkele moeite iedereen te vermoorden die zijn plannen in de weg staan. Hij heeft zelf een assistente gekweekt van DNA materiaal. De zwijgzame, emotieloze Ennis gehoorzaamt Szilard volledig. 
Ladd Russo is een belangrijk lid van de Russo maffia familie. Hij staat bekend om zijn gewelddadige en sadistische karakter. Zelfs de leider van de Russo familie kan Ladd nauwelijks bedwingen. Ieder plan van Ladd is extreem gewelddadig en bloederig. Hij geniet zichtbaar van de gedachte om iemand te vermoorden, zo danst hij op en neer en lacht hij tijdens vuurgevechten. Behalve een goede schutter is Ladd Russo ook een begenadigd bokser.
Lua Klein is de verloofde van Ladd. Ze is samen met Ladd en andere leden van de Russo maffiafamilie aan boord van de Flying Pussyfoot. Lua is erg zwijgzaam en kijkt continu bezorgd. Ladd beweerd veel van Lua te houden maar geeft ook voortdurend aan dat hij haar zal vermoorden. Ze knikt alleen maar minzaam wanneer Ladd deze beweringen doet. Soms pakt Ladd Lua vast en danst hij uitbundig met haar om te vieren dat er een slachtpartij aanstaande is. Ook dan reageert Lua nauwelijks op het psychotische gedrag van haar partner. 
Rail Tracer is de hoofdpersoon in een gelijknamige legende die zegt dat wanneer iemand het verhaal van de Rail Tracer aan boord van een trein verteld de Rail Tracer aan boord zal komen en iedereen zal vermoorden. Isaac en Miria vertellen het verhaal van de Rail Tracer aan boord van de Flying Pussyfoot. Zodoende verschijnt de Rail Tracer die een serie uitzonderlijk bloederige aanslagen pleegt, onder andere op de conducteur. 
Czeslaw Meyer is een 10-jarig jongetje aan boord van de Flying Pussyfoot. Hij lijkt aan een bipolaire stoornis te lijden. Het ene moment gedraagt hij zich kinderlijk en opgewekt maar het volgende moment uit hij zeer sadistische, moordlustige ideeën. Met vleierij weet hij te voorkomen dat Ladd Russo hem doodschiet waarna hij Ladd vraagt om alle inzittenden van de Flying Pussyfoot te vermoorden. Czeslaw lijkt een naïef kind maar vanaf het moment dat hij aan boord van de Flying Pussyfoot kwam heeft hij zijn eigen plan gehad. 
Eve Geonard is het jongste lid van de rijke Geonard familie. Haar 3 broers houden zich vooral bezig met criminaliteit maar Eve moet daar niets van weten. Ze is gelovig en bid vaak. Haar broers hebben veel vijanden gemaakt en op een dag verdwijnt haar broer Dallas. Meerdere maffiafamilies willen hem van kant maken maar Eve wil er juist alles aan doen haar grote broer levend terug te vinden. Er ontstaat een race tussen de maffioso en Eve om Dallas als eerste te vinden. 
Rachel is een jonge vrouw werkzaam voor de krant Daily Days. Naast het verslaan van nieuws is de Daily Days ook informatie verhandelaar. Ze weten veel over de maffia en verkopen deze informatie door aan geïnteresseerden. Rachel is veldwerker voor deze krant en in die hoedanigheid is ze aan boord van de Flying Pussyfoot. Haar taak is het om verslag uit te brengen over alles wat er aan boord gebeurt. Ze is kalm en zeer atletisch. Tijdens een schietpartij kruipt ze bijvoorbeeld snel het raam uit en weet ze onder de treinstellen door te klimmen. 
Firo Prochainezo staat op het punt om geïnitieerd te worden bij de kleine Martillo maffiafamilie. Hij is een aantrekkelijke jongeman die zeer goed kan vechten. Hij wordt opgeleid in de familie door Maiza Avaro, die Firo adopteerde toen hij 10 was. Hij neemt ook de initiatie af die bestaat uit een gewapend gevecht dat Firo moet winnen om officieel in de familie toegelaten te worden. Ondanks dat Firo niet aan boord van de Flying Pussyfoot is kan hij als een sleutelfiguur beschouwd worden. 

## Wetenswaardigheden
Baccano is Italiaans voor 'chaos' of 'herrie'.
Door de gewelddadige scènes kreeg deze anime een '17+'-rating in Japan. In Amerika kreeg de dvd-uitgave een '18+'-rating, ook hier vanwege de gewelddadige en bloederige scènes.